# Miguel Barragán
Miguel Francisco Barragán Andrade (Ciudad del Maíz, San Luis Potosí|San Juan del Potosí el 1789 - Ciutat de Mèxic, 1836) fou un general mexicà i polític centralista. Fou Ministre de Guerra en l'administració d'Antonio López de Santa Anna el 1833 i 1834, i president de Mèxic de 1835 a 1836.
Barragán lluità amb l'Exèrcit Trigarant en la Guerra d'independència de Mèxic. Després, s'uní a la conspiració contra l'emperador Agustín de Iturbide amb altres insurgents. Es reuniren a casa de Miguel Domínguez, ex corregidor de Querétaro. Els conspiradors escrigueren a Pedro Celestino Negrete que es trobava a Guadalajara, esperant el seu suport. Però, per contra, Negrete els denuncià. Disset persones foren encarcerades, incloent-hi Guadalupe Victoria, Nicolás Bravo i Barragán. Barragán no fou alliberat sinó fins a la caiguda de l'Imperi.
El 20 de juny de 1824 fou designat comandant general de Veracruz que era bombardejat al Fort de San Juan de Ulúa per les tropes espanyoles, l'únic lloc que encara es trobava sota el seu control a Mèxic.Barragán bloquejà el fort amb dos vaixells petits. La guarnició espanyola, patia de gana i malalties. El comandant, Coppinger es rendí el 6 de novembre de 1825. En reconeixement pels resultats, el 1828 el Congrés designà Barragán cap polític de l'estat de Veracruz.
El 1827 hi hagué un aixecament contra el president Guadalupe Victoria que volia de prohibir les reunions secretes dels yorkistes i forçar l'expulsió de Joel Roberts Poinsett el representatiu diplomàtic dels Estats Units. El coronel José Rincón, sota el comandament de Barragán a Veracruz, denuncià els conspiradors, entre els quals, Barragán mateix. Barragán fou arrestat. Els generals Victoria i Vicente Guerrero advocaren per ell, i fou sentenciat només a un exili temporal. Visqué a l'Equador, Guatemala i els Estats Units.
Fou convidat a tornar a Mèxic per Antonio López de Santa Anna que el feu Ministre de Guerra. El 28 de gener de 1835 reemplaçà Santa Anna com a president interí. Prengué mesures per donar suport a les vídues i els indigents, en part amb el seus diners. També suprimí la revolta contra Santa Anna a l'estat de Guerrero. El seu mandat interí terminà el 27 de febrer de 1836, quan renuncià a causa d'una greu malaltia. Morí al Palau Nacional l'1 de març de 1836. Fou enterrat a la Catedral Metropolitana de la ciutat de Mèxic. José Justo Corro el succeí.